# Ad Prinsen
Ad Prinsen (Raamsdonkveer, 21 september 1954) is een Nederlands voormalig prof wielrenner. 
Voor Prinsen in 1978 prof werd won hij in 1976 een etappe in de Ronde van Marokko en werd hij in 1977 derde in Olympia's Tour.   
Hij reed als prof o.a. de Ronde van Spanje (Vuelta a Espana) in 1978 waar hij een tweede plaats behaalde in de eerste etappe. Daarnaast werd hij in de 4e, 5e en 6e etappe drie keer derde.  
In de jaren hierna heeft Ad meerdere prof- en amateur rondes gereden, en stond bekend als een ijverige talentvolle renner.  

In 2010 werd hij verrassend wereldkampioen bij de amateurs in Sankt Johann, Tiroll, Oostenrijk door in een bekeken sprint te winnen. 
Ad Prinsen na winst in 2010; ´Ik rij eigenlijk alleen nog maar wedstrijdjes bij mij in de buurt. Het liefst ga ik met de fiets naar de wedstrijd en ook weer terug´. Zo´n 50 wedstrijden per jaar' 
Ad Prinsen is tevens de neef van de broers Wim en Henk Prinsen, die beide ook wielrenner waren.

## Palmares
1975
- 3e in 6e etappe Olympia's Tour door Nederland, (Olympia's Tour), Nijverdal (Overijssel), Nederland
- 1e in Bruinisse, Amateurs, Bruinisse (Zeeland), Nederland

1976
- 5e in 4e etappe Tour of Scotland, (Scottish Milk Race), Dunfermline (Fife), Groot-Brittannië
- 2e in 5e etappe Tour of Scotland, (Scottish Milk Race), Dunbar (East Lothian), Groot-Brittannië
- 20e in Eindklassement Tour of Scotland, (Scottish Milk Race), Dunbar (East Lothian), Groot-Brittannië
- 2e in Hoeleden, Amateurs, Hoeleden (Brabant), België
- 1e in 5e etappe Ronde van Marokko, (Tour du Maroc), Beni Mellal (Tadla-Azilal), Marokko
- 1e in Wielerronde Burgh-Haamstede, (Burgh-Haamstede, Amateurs), Burgh-Haamstede (Zeeland), Nederland
- 1e in Bruinisse, Amateurs, Bruinisse (Zeeland), Nederland
- 3e in 5e etappe deel a Ronde van de Kempen, Turnhout (Antwerpen), België

1977
- 2e in 1e etappe Olympia's Tour door Nederland, (Olympia's Tour), Bladel (Noord-Brabant), Nederland
- 3e in Proloog Olympia's Tour door Nederland, (Olympia's Tour), Scheveningen (Zuid-Holland), Nederland
- 3e in Eindklassement Olympia's Tour door Nederland, (Olympia's Tour), Nederland
- 1e in Eindklassement Ronde van de Kempen, Arendonk (Antwerpen), België
- 6e in 4e etappe deel b Tour of Britain, (Milk Race), Seacroft (Leeds), Groot-Brittannië
- 4e in 5e etappe Tour of Britain, (Milk Race), Huddersfield (West Yorkshire), Groot-Brittannië
- 11e in Rotterdam-Kralingen, (Rotterdam (i)), Rotterdam (Zuid-Holland), Nederland
- 41e in Eindklassement Tour of Scotland, (Scottish Milk Race), Ayr (South Ayrshire), Groot-Brittannië
- 1e in Sint Jansteen, Sint Jansteen (Zeeland), Nederland
- 2e in 2e etappe deel b Ronde van de Kempen, Winkelomheide (Antwerpen), België
- 2e in 5e etappe deel b Ronde van de Kempen, Turnhout (Antwerpen), België
- 3e in 6e etappe Ronde van de Kempen, Retie (Antwerpen), België
- 1e in 8e etappe deel b Ronde van de Kempen, Arendonk (Antwerpen), België
- 5e etappe Ronde van Marokko

1978
- 2e in 1e etappe Ronde van Spanje, (Vuelta a España), Gijón (Asturias), Spanje
- 3e in 5e etappe Ronde van Spanje, (Vuelta a España), Ãvila (Castilla y Leon), Spanje
- 3e in 6e etappe Ronde van Spanje, (Vuelta a España), Torrejón de Ardoz (Madrid), Spanje
- 3e in Embrach, Embrach (Zürich), Zwitserland
- 3e in Ronde van Hank, (Hank), Hank (Noord-Brabant), Nederland
- 1e in Langenthal, Langenthal (Bern), Zwitserland
- 2e in Maria-Aalter, Maria-Aalter (Oost-Vlaanderen), België
- 3e in Ronde van Ulvenhout, (Ulvenhout), Ulvenhout (Noord-Brabant), Nederland
- 3e in 4e etappe Ronde van Spanje, (Vuelta a España), Valladolid (Castilla y Leon), Spanje
- 3e in Ronde van Made, (Made, Criterium), Made (Noord-Brabant), Nederland
- 3e in 's Gravenpolder, 's Gravenpolder (Zeeland), Nederland
- 1e in Rijen, Rijen (Noord-Brabant), Nederland
- 2e in Spektakel van Steenwijk, (Steenwijk, Criterium), Steenwijk (Overijssel), Nederland
- 15e in Proloog Ronde van Nederland, Nederland
- 2e in Melsele, Melsele (Oost-Vlaanderen), België

1979
- 1e in 8e etappe Olympia's Tour door Nederland, (Olympia's Tour), Amsterdam (Noord-Holland), Nederland
- 2e in Terneuzen, Amateurs, Terneuzen (Zeeland), Nederland
- 1e in Acht van Chaam, (Chaam, Amateurs), Chaam (Noord-Brabant), Nederland

1980
- 3e in 3e etappe Omloop van Zeeuws-Vlaanderen, Amateurs, Nederland
- 3e in 1e etappe Olympia's Tour door Nederland, (Olympia's Tour), Hoogeveen (Drenthe), Nederland
- 1e in 8e etappe Olympia's Tour door Nederland, (Olympia's Tour), Amsterdam (Noord-Holland), Nederland
- 1e in Ronde van Ulvenhout, (Ulvenhout, Amateurs), Ulvenhout (Noord-Brabant), Nederland

1981
- 1e in Philippine, Amateurs (a), Philippine (Zeeland), Nederland

## Resultaten in voornaamste wedstrijden
| \| Jaar \| Ronde van Italië \| Ronde van Frankrijk \| Ronde van Spanje \| \| ---- \| ---------------- \| ------------------- \| ---------------- \| \| 1978 \| \| \| opgave \| Bronnen, noten en/of referenties - profiel op procyclingstats - Profiel op cyclingbase - Profiel op wielersite |                  |                     |                  |
| Jaar | Ronde van Italië | Ronde van Frankrijk | Ronde van Spanje |
| 1978 |                  |                     | opgave           |